# Domocratie
La domocratie (de « domus », résidence, demeure, et « kratos », pouvoir) est un concept visant à reconnaitre aux habitants un droit à se gouverner eux-mêmes, par leur participation directe aux décisions les concernant ou par le biais de leurs représentants immédiats. Il rejoint la notion de démocratie de résidence ou de citoyenneté locale employée dans des cadres plus spécifiques.
On a pu trouver l’expression pour caractériser le système rural des villages des Pyrénées occidentales du Béarn gouvernés par des « maisons », au sens de lignées de foyers, réunies en assemblée, la « bésiau ». L’expression est parfois utilisée pour désigner la transmission d’un pouvoir pourtant démocratique, et donc issu de l’élection, au sein d’une même famille. La domotique tend également à promouvoir des instruments « domocratiques » au sein des résidences connectées.
Dans son appréhension la plus large, cette notion peut s’appliquer au niveau national pour accorder un droit de citoyenneté aux habitants réguliers d’un pays au-delà de leur nationalité. Dans son application française et au niveau territorial, ce concept tend à distinguer la démocratie nationale fondée sur le Souverain et le Peuple national (demos), de la démocratie locale où s’expriment lors des élections ou consultations proprement locales bien plutôt les administrés habitant la collectivité.
Ainsi, la domocratie locale se fonde davantage sur les principes de subsidiarité et de libre administration des collectivités territoriales que sur la souveraineté nationale. Elle impliquerait alors la reconnaissance de droits propres aux habitants et aux autorités locales distinctes de l’Etat voire de procédés démocratiques spécifiques, dans le cadre fixé par la constitution et la loi et protégés par le juge, auxquels les lois, notamment de décentralisation, ne pourraient porter atteinte.